# 低速区

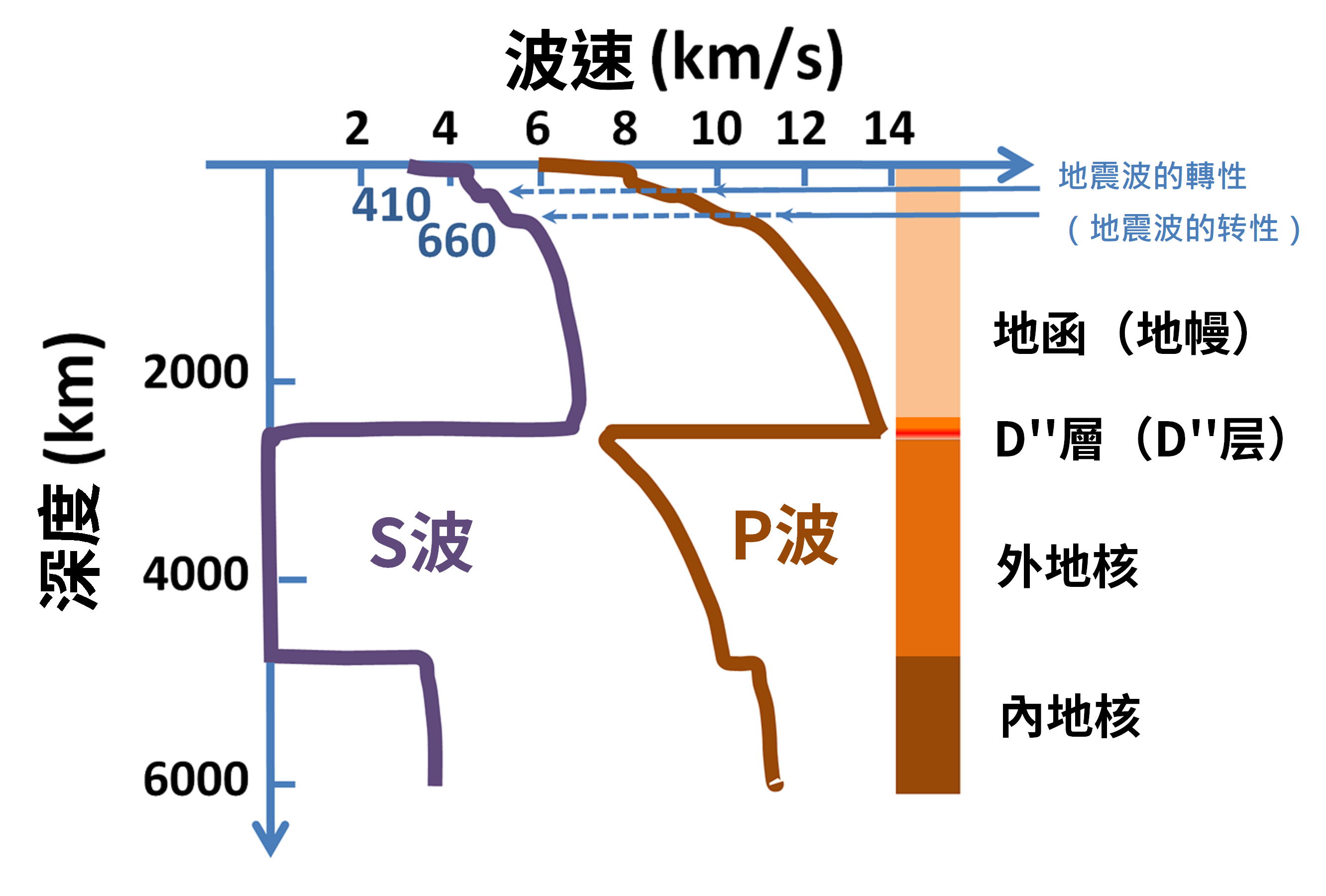
地震波速度与深度的关系。 在靠近地表 (≲ 220±30 km)的波速显著低，称为低速区。

低速区（LVZ）是上地幔接近岩石圈与软流圈边界处，地震波横波速度显著偏低、电导率显著偏高的区域。深度从80km至300km。其中部分区域的地震波纵波缺失。
另外一个地震波速显著降低的区域在核幔邊界的不超过50km的薄层，称为超低速区（ULVZ）。
低速区可以用部分熔融（约1%）解释。水可以降低熔点，扮演了重要角色。

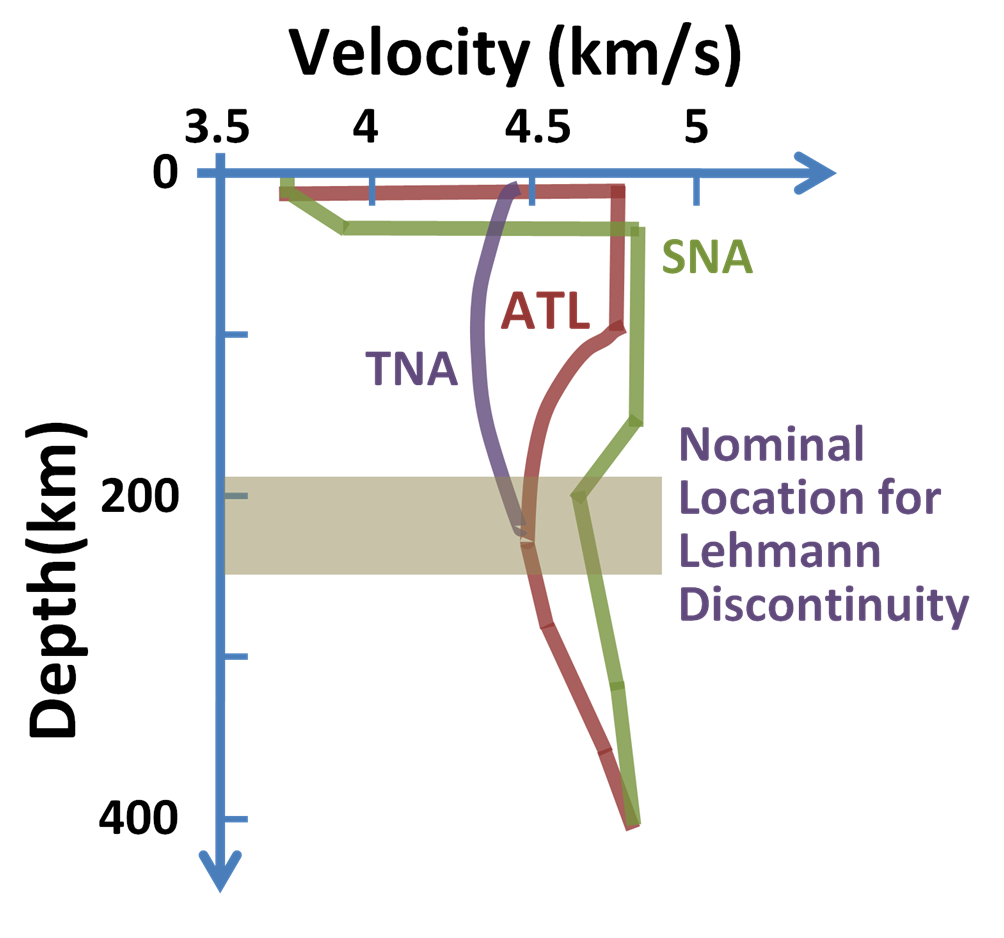
地震横波在3个地质省的差别：TNA=北美板块；SNA= 北美地盾； & ATL =北大西洋。

地震波的横波在低速区下降了3–6%，比纵波波速变化更显著。雷氏不連續面是低速区的下界。
只需要0.05–0.1 %的水就可导致1%的熔融，产生低速区。地盾下缺乏低速区可解释为地热梯度太小，阻止了部分熔融。

## 识别
低速区的存在最早是由賓諾·古登堡 (Beno Gutenberg) 在1959年观察到地震波到达速度比预期慢时提出的。 他指出，在距震中 1° 到 15° 之间，纵向到达的振幅呈指数下降，之后突然大幅增加。低速区的存在使地震能量散焦，随后是高速梯度使其集中，这为这些观察结果提供了解释。